# Ding-a-dong
Ding-a-dong (titolo originale in olandese Ding dinge dong) è stata la canzone vincitrice dell'Eurovision Song Contest 1975, scritta da Dick Bakker, Will Luikinga ed Eddy Ouwens e cantata, in inglese, dal gruppo olandese Teach-In, in rappresentanza dei Paesi Bassi.
Il brano, già come La, la, la di Massiel e Boom Bang-a-Bang di Lulu (1968 e 1969), è un altro ad avere un titolo nonsense. Il testo è molto vivace, e il gruppo invita ad essere felici nella vita, anche quando non tutto sembra andare bene; infatti per essere positivi, bisognerebbe provare a cantare una canzone che faccia "Ding Ding Dong".
La canzone fu eseguita per prima nella serata, seguita dall'Irlanda (rappresentata dai The Swarbriggs); alla fine delle votazioni, che per la prima volta, in questa edizione, avevano ricevuto il grande cambiamento - oggi familiare- in cui ogni paese partecipante avrebbe ricevuto da 1 a 12 punti dalle varie giurie, ricevette 152 punti trionfando su diciannove partecipanti totali.
Il gruppo Teach-in fu il secondo a vincere l'Eurovision Song Contest cantando una canzone in una lingua diversa da quella del paese d'origine (già gli svedesi ABBA, un anno prima, avevano infatti cantato Waterloo in inglese).
Il brano esiste anche in una versione olandese e tedesca, sempre con il titolo Ding-a-dong.

## Cover
Il gruppo musicale tedesco beFour, ha incluso una cover del brano dei Teach-In intitolata Ding-a-dong nel loro quarto album Friends 4 Ever ed è stato pubblicato come secondo singolo il 17 aprile 2009 dalla sotto-etichetta della Universal Pop 'N' Roll Records.

### Tracce e formati
CD-Maxi (Pop 'N' Roll 060252702857 (UMG) / EAN 0602527028576)
1. Ding-a-dong (Single version) – 3:32
2. Disco (Extended Version) - 4:33
3. Friends 4 Ever (Karaoke Version) - 3:27
4. beFour im Schlaraffenland (Hörspiel)- 3:36

## Classifiche
| Classifiche | Posizione raggiunta |
| ----------- | ------------------- |
| Germania    | 61                  |